# Susannah Hornebolt
Susanna(h) A Hornebolt o Horenbout (1503-c. 1554) fue la primera artista femenina conocida en Inglaterra durante la dinastía Tudor. Hija del artista flamenco Gerard Hornebolt y hermana de Lucas Horenbout, Susannah aprendió a pintar con su padre. Obtuvo el reconocimiento en Europa en 1521 cuando Alberto Durero compró una de sus iluminaciones, El Salvador.
Llegó a Inglaterra con Lucas, su padre, y su madre, Margaret Svanders Hornebolt. (El apellido se cambió a Hornebolt en 1534). Fue dama de la cámara privada de Jane Seymour, Ana de Cleves, Catherine Parr y quizás la reina María y artista de la corte de Enrique VIII. Se casó primero con John Parker y, tras su muerte, se casó de nuevo con John Gilman.
Su obra fue valorada por artistas coetáneos como Alberto Durero, Guicciardini y Vasari.

## Biografía

### Infancia y arte en Gante

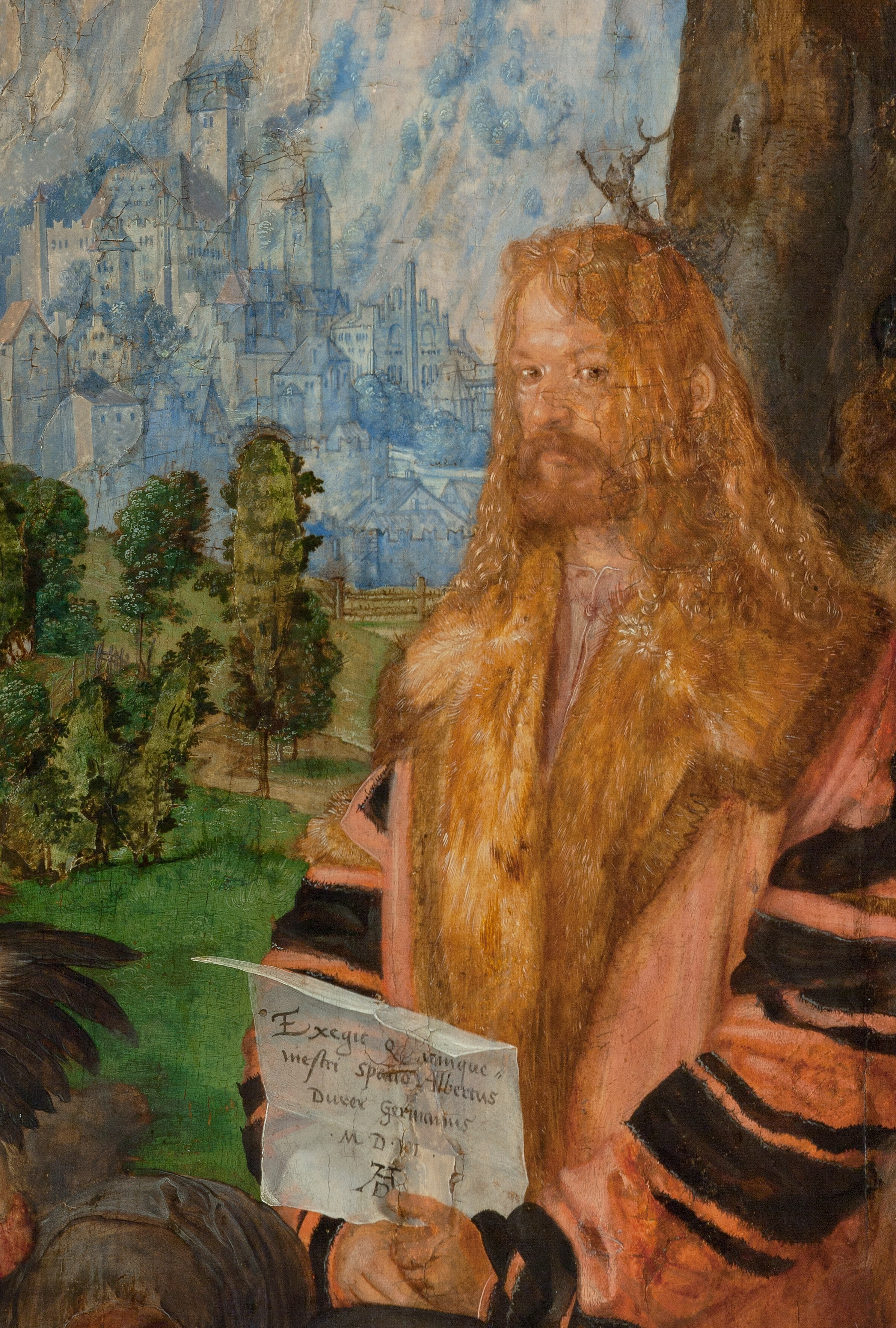
Alberto Durero, autorretrato, 1506. Durero compró la iluminación de El Salvador de Hornebolt en 1521.

Susannah Hornebolt era iluminadora e hija de Gerard Hornebolt y Margaret Svanders, hija a su vez de Derick Svanders y viuda de Jan van Heerweghe. Además era hermana de Lucas Horenbout.Comenzó a trabajar para su padre en 1520, y ya en 1521 era conocida como pintora e iluminadora de miniaturas en el continente europeo. Durante ese año Alberto Durero compró una iluminación que ella había hecho de El Salvador cuando trabajaba en Amberes con su padre. Guicciardini y Vasari ensalzan su «excelencia» como iluminadora. Guiccidardini escribió en 1567 que su "excelencia en la pintura, particularmente en el arte de las miniaturas y la iluminación, era «increíble». En 1568 Vasari escribió que «ella era una de las pocas mujeres flamencas que se habían distinguido por la excelencia de su arte».
La familia Hornebolt, asociada con la escuela de iluminación de manuscritos de Gante-Brujas, fue llevada a Inglaterra por Enrique VIII para crear retratos en miniatura similares a las iluminaciones religiosas para "representar la aprobación divina a los Tudor como familia gobernante de Inglaterra". 

### La casa de Jane Seymour
Llegó a Inglaterra con sus padres, Gerard y Margaret Hornebolt, en 1522 (aunque se confirma su presencia en Inglaterra en 1528) y fue una dama de compañía de Jane Seymour y artista de la corte de Enrique VIII. Jane Seymour murió en 1537. 

### Matrimonio con Parker
Hacia 1525 o 1526 se casó con John Parker (c. 1493/4-septiembre de 1537), quien formó parte de la guardia del Palacio de Westminster para Enrique VIII, soldado de las ballesteros del rey y más tarde guardián de las túnicas del rey. Tenía casas en King's Langley en Hertfordshire y Fulham en Londres . Enrique VIII le regaló una copa dorada con tapa y cucharas doradas en el Año Nuevo de 1532 y 1533. En 1534 , Hans Holbein el Joven les hizo retratos en miniatura, que se titulan Un funcionario de la corte del rey Enrique VIII y su esposa y que se conservan en el Museo de Historia del Arte de Viena. No tuvieron hijos. Parker murió en 1537. Tras la pérdida de Jane Seymour y de su marido, Susannah perdió su medio de sustento y en 1538 se encontró con «serias dificultades financieras». 

### Matrimonio con Gilman y dama de la reina

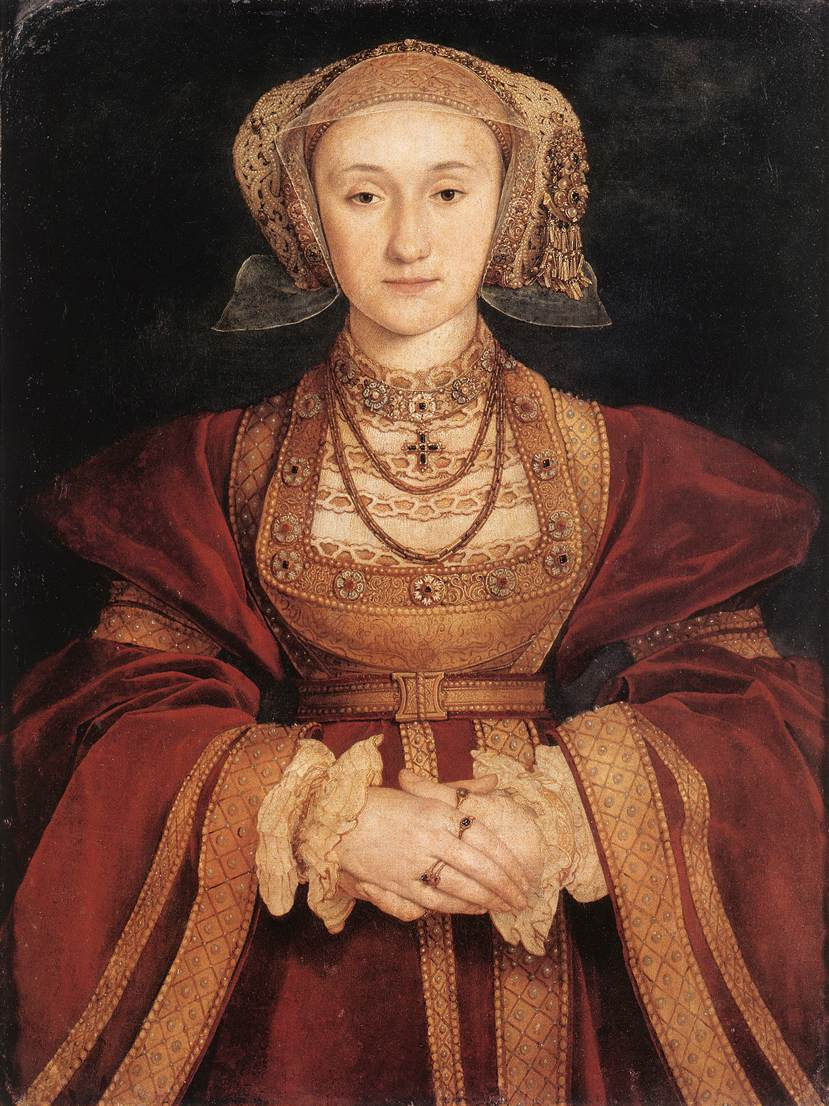
Hans Holbein el Joven, retrato de esponsales de Ana de Cleves, hacia 1539. Fue Holbein quien pintó el retrato en miniatura de Hornebolt y su esposo John Parker. Hornebolt fue nombrada dama de Ana de Cleve por Enrique VIII.

Se casó con el viudo John Gilman o Gylmyn (c. 1503–1558) el 22 de septiembre de 1539 en Westminster en la Iglesia de Santa Margarita. Él tenía una hija, trabajaba en una empresa vinatera y era, o iba a ser, sargento de King's Woodyard. Fue la segunda de las tres esposas de Gilman y la dama de honor de Ana de Cleves. 
Dos semanas después de su matrimonio con Gilman, fue a Cleves para acompañar a Ana a Inglaterra para su matrimonio el 6 de enero de 1540 con Enrique VIII. El rey proporcionó 40 libras esterlinas para que Hornebolt pudiera adquirir un guardarropa apropiado. Ella era pobre en ese momento y no tenía la ropa adecuada para la visita señorial. El viaje a Cleves fue dirigido por Nicholas Wotton, deán de Canterbury, y en él participó su marido, John Gilman.
Hornebolt se convirtió en miembro de la cámara privada de la reina Ana y era responsable de cuatro sirvientes. La reina la consideraba la «primera de sus damas de honor». 
Los Gilman vivieron en Londres, primero en la parroquia de St. Bide y luego en Richmond. Tuvieron dos hijos y dos o más hijas. Hacia 1540 tuvieron su primer hijo, Henry Gilman (1540-1593) y Enrique VIII fue el padrino del niño. Enrique de Twicknam se casó con Isabell West, hija de Thomas West. Hornebolt también tuvo una hija llamada Anne (nacida entre 1541 y 1542). Hornebolt sirvió en la casa de Catherine Parr hasta el reinado de Eduardo VI, que comenzó en 1547. En junio de ese año, Hornebolt y su esposo presentaron un caso ante el Tribunal de Solicitudes contra los herederos de John Parker. Es posible que también sirviera bajo el reinado de la reina María, de quien se dice que recibió 2 yardas (1,83 m) de satén negro. 
Murió en 1545 o en la década de 1550, y en 1554, Gilman se casó por tercera vez.

### Artista en Inglaterra
Según el escritor e historiador James Lees-Milne, Hornebolt trabajó para el rey como iluminadora "inteligente" y en ello competía con otra mujer, la hija del iluminador de manuscritos Simon Bening, Levina Teerlinc de Brujas, que era al menos 10 años más joven que Hornebolt. JD Mackie, autor de The Early Tudors, 1485-1558, sostiene que Gerard, Lucas y Susannah probablemente hicieron retratos y miniaturas del rey. «Se dice que Susanna Hornbaud practicó la pintura en miniatura en Inglaterra con gran éxito, siendo muy valorada por Enrique VIII y su Corte», dijo la Sociedad de Anticuarios de Londres. Los autores Lorne Campbell y Susan Foister la describieron como «una excelente pintora e iluminadora, muy valorada en la corte de Enrique VIII en Inglaterra». Se decía también que Catherine Parr había contratado a tres pintoras de miniaturas: Susannah Hornebolt, Levina Teerlinc y Margaret Holsewyther.

## Ficción histórica
Susanna Horenbout y John Parker son los protagonistas de una serie de novelas de ficción histórica de Michelle Diener, publicada por primera vez en 2011. Horenbout es retratada como «una parte de pintora experta y dos partes de damisela en apuros», que luego se convierte en «una heroína más activa».